# Isabella van Oostenrijk-Teschen

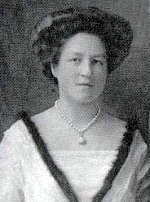
Aartshertogin Isabella van Oostenrijk

Isabella Maria Theresia Christina Eugenie van Oostenrijk (Preßburg, 17 november 1888 - La Tour-de-Peilz, 6 december 1973), was een Oostenrijkse aartshertogin.
Zij was de zevende dochter, en kind, van aartshertog Frederik van Oostenrijk-Teschen en Isabella van Croÿ. Door haar afkomst was zij lid van het Huis Habsburg-Lotharingen.
Zelf trouwde ze op 10 februari 1912 met prins George van Beieren, de zoon van Leopold van Beieren en, dus, een kleinzoon van de Oostenrijkse keizer  Frans Jozef I en Elizabeth in Beieren (Sisi). 

Dat huwelijk werd evenwel al op 17 januari 1913 ontbonden, officieel omdat het niet geconsummeerd was.

## Latere leven
Na haar echtscheiding herstelde Isabella alle claims op de Habsburgse en Hongaarse tronen die ze (verplicht) voor haar huwelijk had opgegeven. Net als eerdere aartshertoginnen, die weduwe waren of gescheiden van hun man, werd aangenomen dat Isabella zich bij een klooster zou voegen. Ze koos echter een ander pad.
In de maanden voorafgaand aan de Eerste Wereldoorlog werd ontdekt dat er een groot gebrek was aan geschoolde verpleegkundigen die beschikbaar waren voor dienst in oorlogstijd. Het Rode Kruis had daarom verschillende scholen in Oostenrijk-Hongarije geopend om meer verpleegkundigen op te leiden. In 1913 volgde Isabella training in een van de grootste Weense ziekenhuizen voor de armen, en was van plan om zich daarna bij het Rode Kruis aan te sluiten. Ze werd onmiddellijk verpleegster in het Oostenrijkse leger tijdens de oorlog onder de naam zuster Irmgard (soms Hildegard genoemd), waarbij ze gewonde soldaten behandelde die onder haar hoede kwamen. Ze richtte haar eigen verplegend personeel op en schonk veel van haar rijkdom aan de aanschaf van medische benodigdheden.
Volgens de krant de Berliner Lokal-Anzeiger was Isabella in 1915 verloofd met de Weense chirurg Paul Albrecht (1873-1928) totdat keizer Frans Jozef I van Oostenrijk het huwelijk verbood. Ze bleef de rest van haar leven ongetrouwd, en stierf op 85-jarige leeftijd te La Tour-de-Peilz, Zwitserland.